# Hilari i Tacià d'Aquileia
Hilari d'Aquileia i Tacià (Pannònia, s. II - Aquileia, 284) foren un bisbe d'Aquileia i el seu diaca. Morts màrtirs, són venerats com a sants en certes branques de la cristiandat.

## Hagiografia

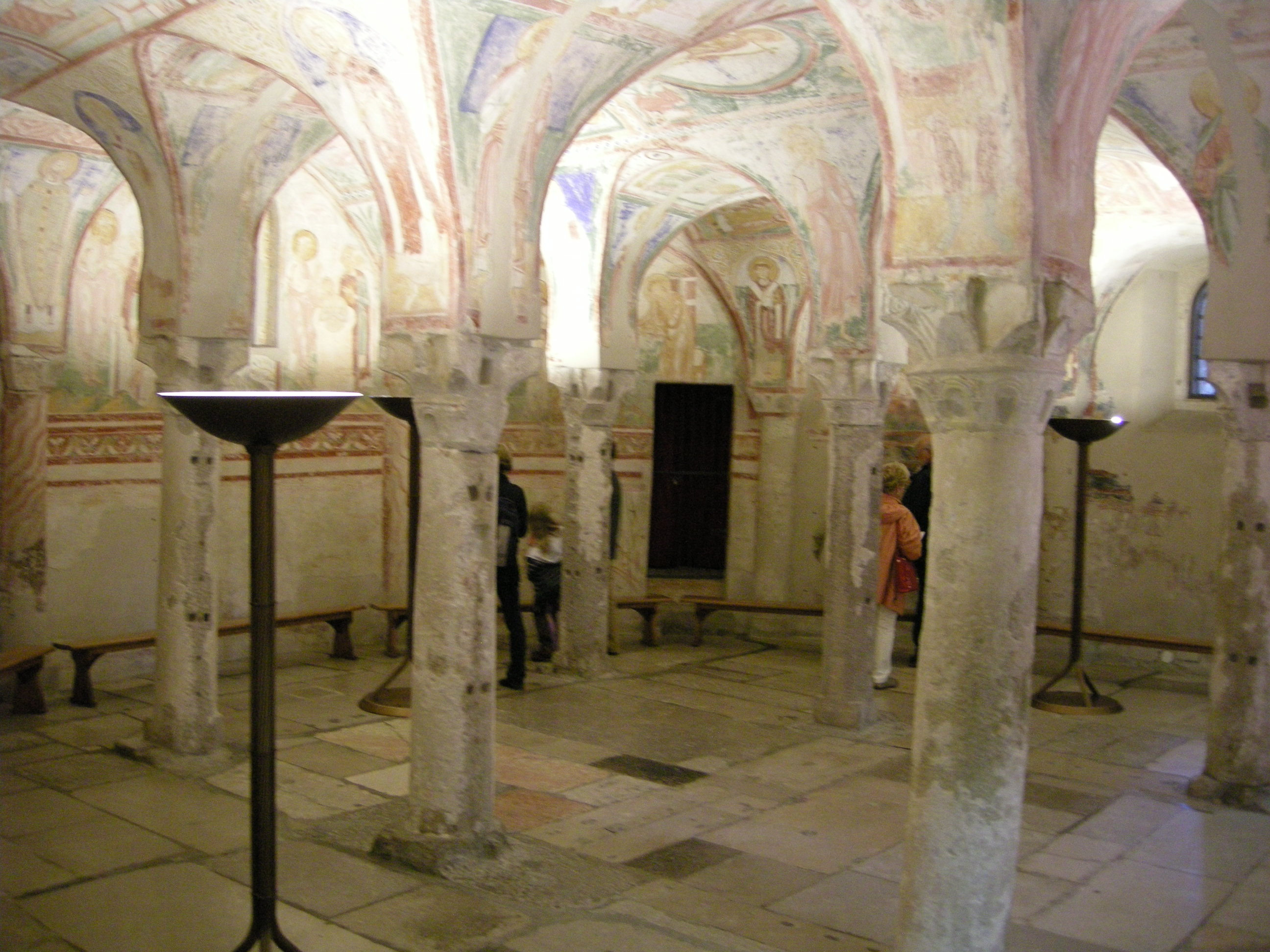
Cripta de la basílica d'Aquileia, on hi hauria les restes dels sants.

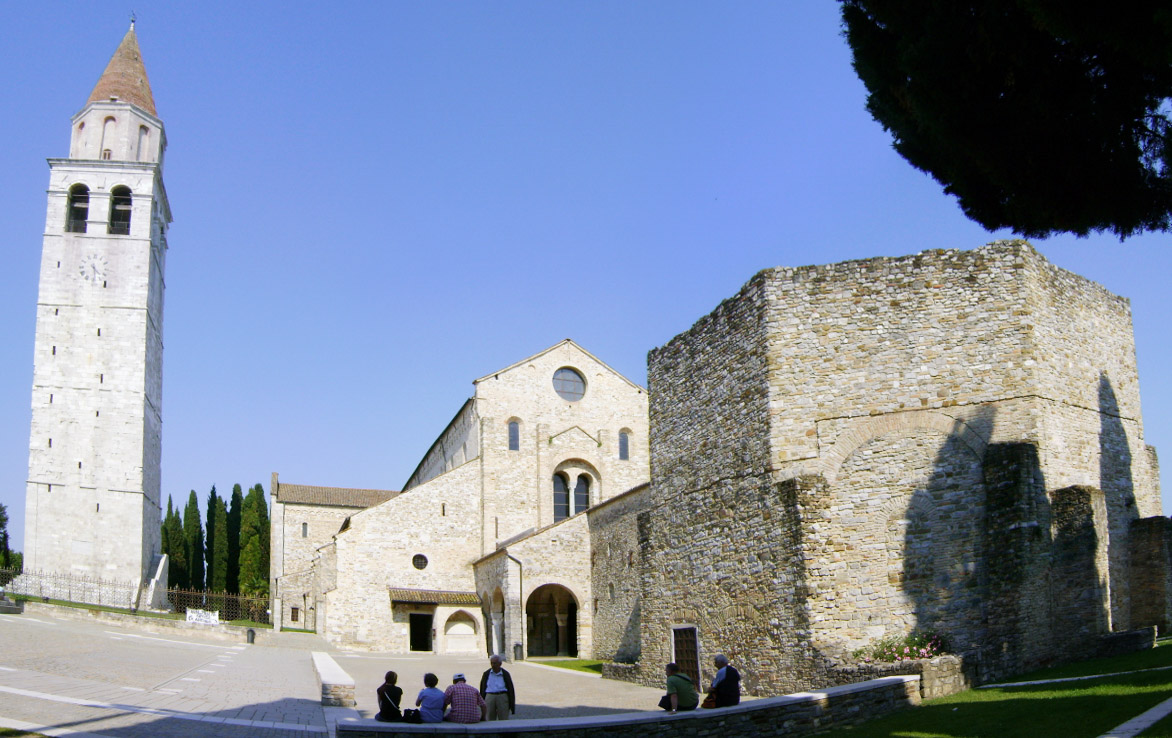
Basílica patriarcal d'Aquileia.

De fet, no se sap més que Hilari i Tacià apareixen com a màrtirs al martirologi de sant Jeroni, i que Hilari era el nom del segon bisbe d'Aquileia, successor d'Hermàgores. Una tradició molt antiga els fa originaris de Pannònia i deia que el bisbe Hilari i el seu diaca Tacià havien patit martiri el 16 de març de 284, durant el regnat de Numerià. El seu culte, ja testimoniat al segle iv, fa prou versemblant la tradició.
Les actes que recullen la llegenda, típica dels antics màrtirs, són tardanes i daten del segle xi. Detallen que el jove Hilari hauria estudiat profundament les Sagrades Escriptures i fou elegit diaca i després bisbe d'Aquileia per succeir Hermàgores. Durant la persecució comandada pel prefecte Beroni, detalla que es negaren a sacrificar als déus romans i, mitjançant la pregària, feren que les estàtues i tot el temple d'Hèrcules caiguessin. Haurien sigut torturats amb tota mena de turments amb altres companys (Fèlix, Larg i Dionís) i finalment decapitats.

## Veneració
A Aquileia es dedicà a Hilari un martyrium octogonal, edificat ja al segle IV dintre les muralles de la ciutat, prop del fòrum, la qual cosa testimonia un antic culte (s'hi feren excavacions arqueològiques els anys setanta del segle xx, trobant-ne els fonaments). Aquest temple fou enderrocat en 1799, arran de la supressió dels ordes religiosos. Les invasions dels longobards al segle VI feren que el patriarca Pau es refugiés a Grado, on va portar els cossos dels dos màrtirs, juntament amb d'altres. Avui, les presumptes relíquies es conserven a la cripta de la basílica d'Aquileia.
El culte local començà a difondre's fora en època carolíngia. A Gorizia se'ls dedicà una església al segle xiii que esdevingué catedral en 1751; els dos sants foren proclamats patrons de la ciutat.